# Friedrichstadt-Palast
Der Friedrichstadt-Palast (kurz auch Palast Berlin) ist ein Revuetheater in der Friedrichstraße 107 in Berlin-Mitte. Das Theatergebäude wurde 1984 eingeweiht und ist seitdem mit modernster Bühnentechnik ausgestattet. Der Palast gehört zu Europas meistbesuchten Varieté-Bühnen und ist u. a. für seine Kickline berühmt.
Der Begriff Friedrichstadt-Palast bezeichnet sowohl das Gebäude als auch das Revuetheater als Einrichtung mit seinem Ensemble. Der Name hat seinen Ursprung von einem unweit gelegenen, etwas mehr als 100 Jahre als Zirkus- und Theaterbau dienenden Haus, das ab 1947 zum Friedrichstadt-Palast wurde.
Mit seinen 1895 Sitzplätzen ist der Palast seit 1984 der größte Theaterbau in Berlin. 

## Alter Friedrichstadt-Palast

### Lage und Namensgebung
Das Gebäude mit der damaligen Adresse Markthallenstraße, ab 1891 Am Zirkus 1, befand sich (etwa 200 Meter südwestlich vom heutigen Friedrichstadt-Palast) auf einer durch die vier Straßen Schiffbauerdamm, Albrechtstraße, Karlstraße (seit 1947 Reinhardtstraße) und Friedrichstraße begrenzten Fläche, die in Nord-Süd-Richtung von der Markthallenstraße geteilt wurde. Direkt daneben wurde 1892 das Neue Theater (seit den 1950er Jahren: Theater am Schiffbauerdamm) errichtet.
Der Namens-Bestandteil Friedrichstadt geht nicht auf das südlich der Behrenstraße gelegene Stadtviertel Friedrichstadt zurück, sondern leitet sich vom historischen Quartier zwischen Friedrichstraße und Humboldthafen, der Friedrich-Wilhelm-Stadt ab, in dem sich das ursprüngliche Bauwerk befand.

### Markthalle und Arsenal (1868–1871)
Die Geschichte des Friedrichstadt-Palastes geht auf die am 18. April 1868 eröffnete erste Markthalle von Berlin zurück, die aber wegen Unwirtschaftlichkeit auf Grund einer schlechten Verkehrssituation nach sieben Monaten wieder schließen musste. Die Halle war ein auf damaligem neuesten technischen Stand errichteter Bau aus Gusseisen und Glas nach einem Entwurf von Friedrich Hitzig. Das Gebäude stand danach leer und diente später als Lebensmitteldepot. Während des Deutsch-Französischen Krieges von 1870/1871 richtete die preußische Heeresleitung in dem Bau ein Nachschubarsenal ein. Nach Kriegsende blieb die Halle wieder ungenutzt.

### Zirkus (1873–1919)
Im Jahr 1873 erfolgte der erste Umbau des Hauses zu einem festen Zirkusgebäude mit etwa 5000 Plätzen. Am 25. Dezember 1873 wurde es als Markthallen-Zirkus unter Direktor Albert Salamonski eröffnet. Die Vorstellungen boten vor allem Pferdedressuren, denn Salamonski war selbst Parforcereiter. Am 20. April 1879 erwarb Ernst Renz das Haus und führte dort seinen Zirkusbetrieb fort. 1888 ließ Renz das Haus erneut umbauen. Über die anschließende Zuschauerkapazität schwanken die Angaben verschiedener Quellen, sie soll bis zu 8000 Plätze betragen haben. Renz machte sich für seine Wassernummern auch die Tatsache zu Nutze, dass das Gebäude auf 863 Pfahlrosten über dem sumpfigen Lauf der durch die Oranienburger Vorstadt fließenden Panke errichtet worden war. Dieser Flusslauf, bereits zur Zeit der Markthalle zum Frischhalten von Fischen, Blumen und Gemüse genutzt, wurde nun offen durch das Gebäude geführt. Nach Renz’ Tod 1892 führte dessen Sohn Franz Renz das Unternehmen fort, musste es aber unter dem großen Konkurrenzdruck am 31. Juli 1897 schließen.
Das Haus kam durch Versteigerung an Bolossy Kiralfy und Hermann Haller. Diese richteten nach erneutem Umbau den Amüsierbetrieb Neues Olympia-Riesen-Theater bzw. Riesen-Olympia-Theater ein. Das Bühnenportal wurde auf 44 Meter verbreitert und vier der acht großen Säulen im Zuschauerraum wurden entfernt. Bereits nach zwei Jahren musste das Duo Kiralfy/Haller allerdings wieder aufgeben – ihre pompösen Shows mit zu wenig Inhalt gefielen dem Publikum nicht.
Albert Schumann war der nächste Nutzer des Hauses, der am 28. Oktober 1899 wieder einen Zirkus eröffnete. Schumann setzte auf klassische Zirkusprogramme mit zahlreichen Pferdedressuren als Hauptbestandteil. Ein weiterer Umbau im Jahr 1901 führte zur Vergrößerung der Bühnenfläche auf 800 Quadratmeter und zu einer Modernisierung der installierten Technik. Ab den 1910er Jahren interessierte sich das Berliner Publikum mehr für moderne Raubtierdressuren, das Besucherinteresse an Schumanns Darbietungen ließ nach. Der Erste Weltkrieg brachte ihm schließlich den Ruin. Zu Beginn des Krieges wurden seine Pferde für den Dienst in der Kaiserlichen Kavallerie requiriert, während des Krieges gingen die Gewinne für die zu zahlenden Steuern drauf. Am 31. März 1918 gab der Circus Schumann seine letzte Vorstellung. Den Zirkusdirektoren Salamonski, Renz, den Artisten Kiralfy/Haller und Schumann folgte nun der Regisseur Max Reinhardt.

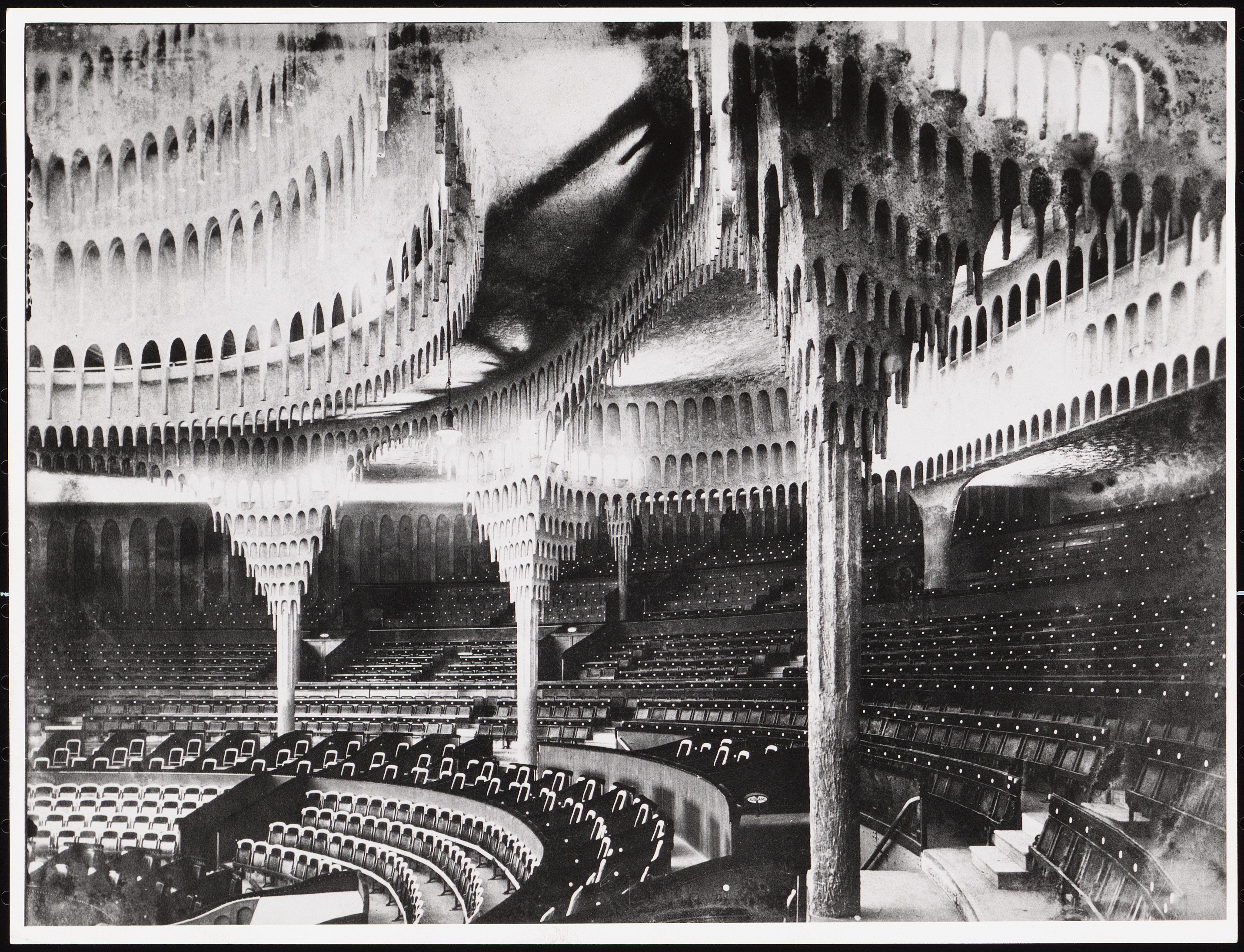
Innenraum nach Entwürfen von Hans Poelzig

### Revue- und LustspieltheaterGroßes Schauspielhaus(1919–1933)
Max Reinhardt wollte den Zirkus zur Inszenierung seiner monumentalen Bühnenstücke und Klassiker nutzen. Am 1. April 1918 übernahm die National-Theater AG das Haus in seinem Auftrag. Reinhardt ließ das Haus für die neue Nutzung abermals umbauen und konnte dafür den renommierten Architekten Hans Poelzig gewinnen. Nachdem dieser die Markthallenarchitektur der gusseisernen Stützen und Streben durch eine Stuckdecke mit tropfenförmig herabhängenden Zapfen umgestaltet hatte, sprachen die Berliner nur von ihrer „Tropfsteinhöhle“. Die Hauptbühne war nun 30 Meter breit und 22 Meter tief. Sie hatte eine Drehbühne von 18 Metern Durchmesser und verfügte über verschiebbare Vorbühnen. Hinzu kam moderne Beleuchtungs- und Effekttechnik. Am 29. November 1919 wurde das nun Großes Schauspielhaus genannte Gebäude mit Die Orestie von Aischylos in der Bearbeitung und Übersetzung Karl Gustav Vollmoellers unter der Regie von Max Reinhardt feierlich eröffnet. Ab 1924 inszenierte Erik Charell hier seine Charellrevue mit Texten von Robert Gilbert sowie die Musikschau Im weißen Rößl. Am 12. Juli 1925 brachte Erwin Piscator seine politische Revue Trotz alledem auf die Bühne. Im April 1933 schloss das Große Schauspielhaus.

### OperettentheaterTheater des Volkes(1934–1945)
In der Zeit des Nationalsozialismus wurde das monumentale Gebäude Anfang 1934 in Theater des Volkes umbenannt. Die von der Kuppel hängenden Zapfen wurden abgeschlagen, sie galten als entartete Kunst. Im Saal wurde eine Führerloge eingebaut. Jetzt kamen spätbürgerliche Operetten zur Aufführung. Das Haus trug in dieser Zeit auch zeitweise den Namen Palast der 5000 und stand unter der Leitung Rudolf Zindlers.

### Varieté- und Revuetheater (1945–1947)

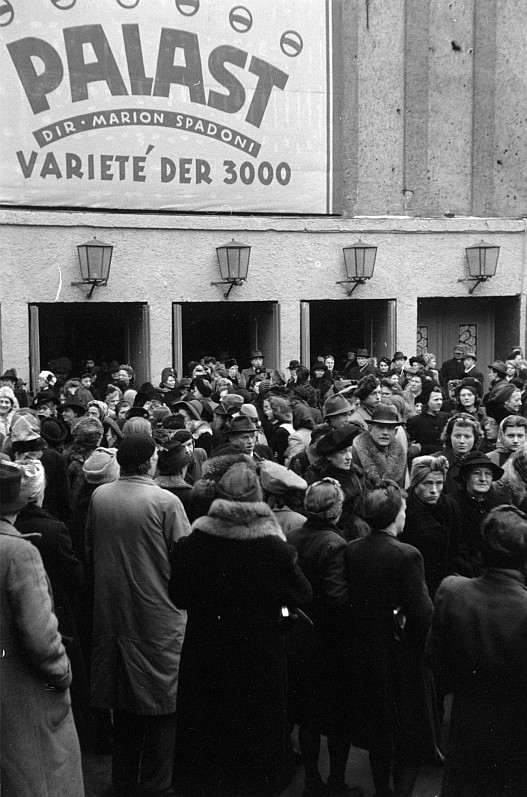
Abschlusskundgebung des Deutschen Frauenkongresses für den Frieden, 1947

Das Gebäude erlitt im Zweiten Weltkrieg, im März 1945, durch wiederholte Luftangriffe sehr starke Beschädigungen, die zwischen Kriegsende und August 1945 notdürftig beseitigt werden konnten. Nun führte die Zauberkünstlerin Marion Spadoni das Haus als Palast Varieté, Palast der 3000, Haus der 3000 oder Palast am Bahnhof Friedrichstraße weiter.

### Veranstaltungssaal und RevuetheaterFriedrichstadt-Palast(1947–1980)
Marion Spadoni wurde zum 1. September 1947 enteignet, obwohl die sowjetische Kommandantura anfänglich im Jahr 1945 eine Lizenz für den Betrieb vergeben hatte. Der Magistrat von Groß-Berlin übernahm im gleichen Jahr die Einrichtung, die nun den Namen Friedrichstadt-Palast erhielt. In diesem Gebäude fand am 2. November 1947 die Gründungsfeier der FDJ statt. Auch für weitere gesellschaftliche Großveranstaltungen wurde es genutzt. Der erste Intendant nach der Enteignung war Nicola Lupo. Ihm folgten im August 1954 Gottfried Herrmann, sowie im November 1961 Wolfgang E. Struck.

Ab 1972 entstanden hier neben anderen Fernsehproduktionen die erste und viele weitere Folgen der Samstagabendshow des DDR-Fernsehens Ein Kessel Buntes, bei denen einheimische und zahlreiche internationale prominente Künstler auftraten.

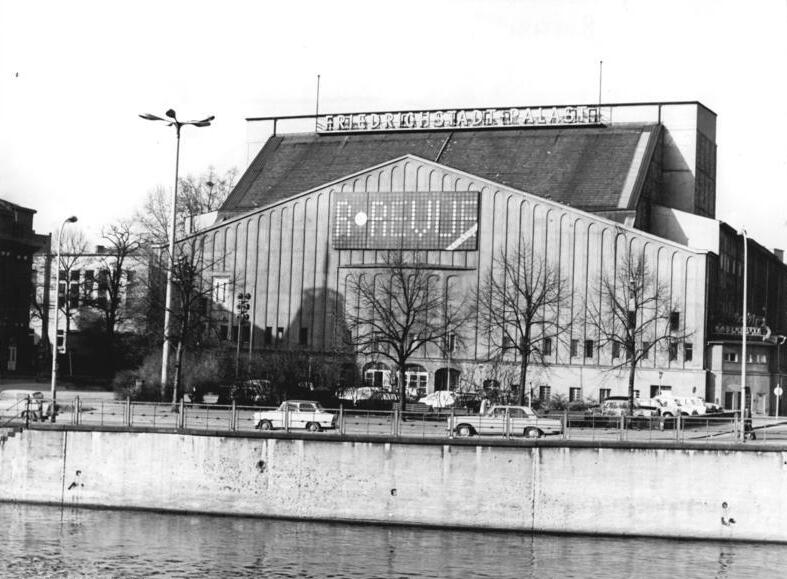
Alter Friedrichstadt-Palast, 1972

Im alten Friedrichstadt-Palast befand sich seit Ende der 1950er Jahre zudem die Tanzgaststätte Große Melodie für bis zu 340 Gäste. Dort haben zahlreiche Jazz-Ensembles ihr Können dargeboten, die später im Haus der jungen Talente in der Klosterstraße und im Jazz-Club in der Fredersdorfer Straße (Fredersdorfer Club) auftraten und zur Entstehung der DDR-Pop-Kultur beitrugen.

### Schließung und Abriss (1980–1985)
Am 29. Februar 1980 wurde das Gebäude unmittelbar nach der Besichtigung durch Bauexperten wegen starker Setzungen der verfaulten Fundamentpfeiler im Boden geschlossen. In einer ADN-Meldung vom gleichen Tag hieß es dazu: „Im Friedrichstadt-Palast können ab 1. März keine Vorstellungen mehr stattfinden. Der Magistrat von Berlin hat im Interesse der öffentlichen Sicherheit eine entsprechende Festlegung getroffen. Die ständige Überwachung des Palastes durch die staatliche Bauaufsicht sowie spezielle Untersuchungen haben ergeben, daß sich die Gründungskonstruktion ständig verschlechtert […]“ So ging am Abend dieses Tages mit der Revue Seekiste die letzte Vorstellung im alten Friedrichstadt-Palast über die Bühne. Obwohl als Spielstätte geschlossen, diente das Haus dem Ensemble in der Folge weiterhin als Probenbühne. Auch das Magazin, die Werkstätten und die Verwaltungsräume wurden noch weiter genutzt. Nach dem Umzug des Ensembles in den Neubau begann 1985 der Abriss des fast 120 Jahre alten Gebäudes.
An der Stelle des alten Friedrichstadt-Palastes wurde ab 2011 ein neues Büro- und Wohnhaus gebaut.

## Neuer Friedrichstadt-Palast

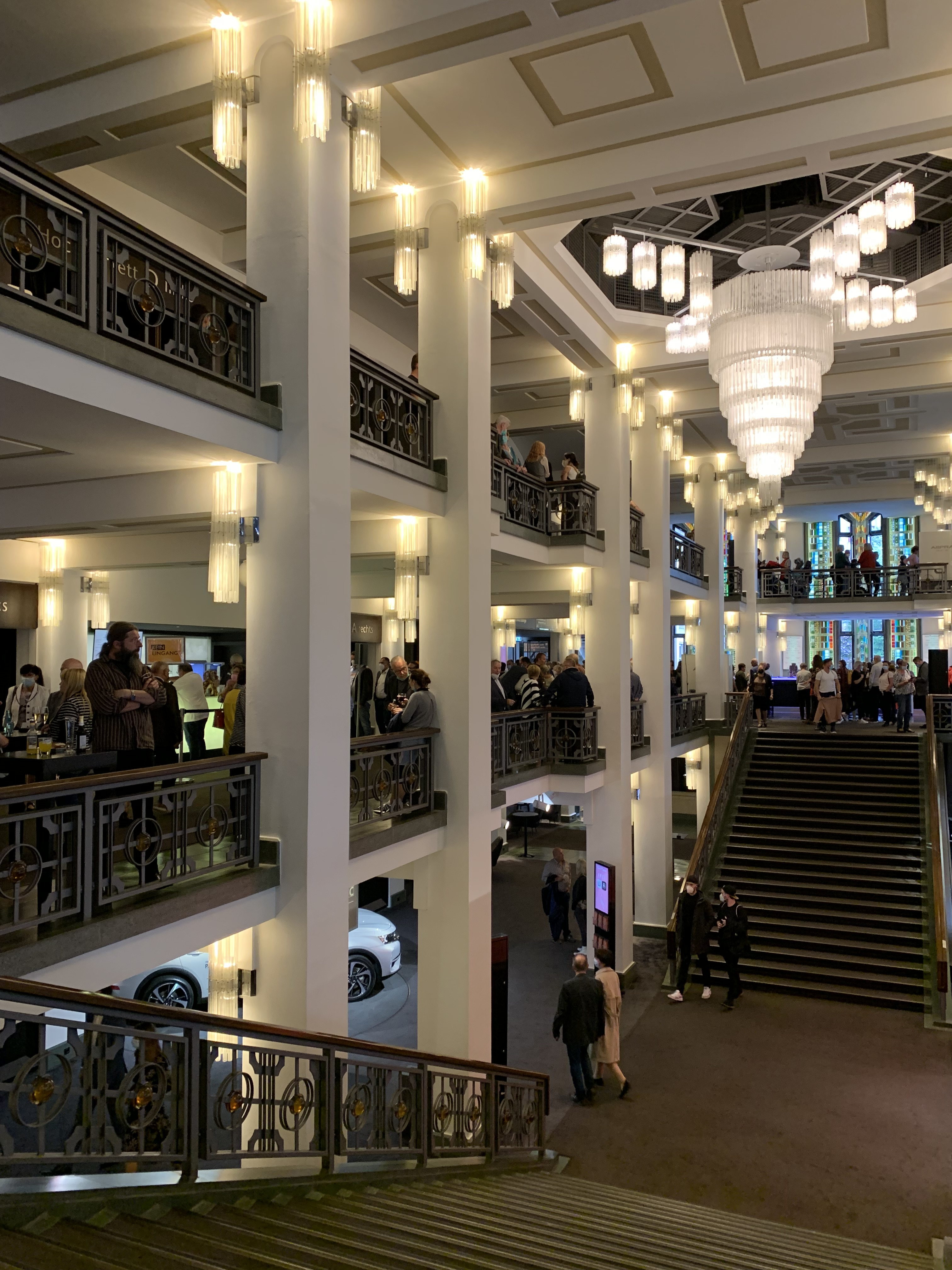
Foyer im Palast, 2021

### Baugeschichte und Architektur
Nach dem Magistratsbeschluss zum Neubau des Veranstaltungshauses noch im Jahr 1980 hatte die Bauakademie unter Leitung des Architekten Erhardt Gißke einen Oberbauleiter gesucht. Gißkes Wahl fiel auf Jürgen Ledderboge, als Baukosten wurden 219 Millionen Mark ermittelt.
Als Materialien waren Stahl, Glas und Aluminium vorgesehen. Als sich bei der Feinplanung herausstellte, dass der neue Palast damit zu teuer werden würde, änderten die Bauingenieure das auf Stahlbeton und Glasbausteine (insgesamt wurden 22.500 Glasbausteine verarbeitet). Für das Innere kam Kalksandstein zum Einsatz.
Mit der Grundsteinlegung am 26. Juni 1981 für den Neubau des Friedrichstadt-Palastes auf einem 7700 m² großen Teil dieser Fläche nach der Entwurfsplanung von Manfred Prasser und der Ausführungsplanung von Dieter Bankert begann eine fast dreijährige Bauzeit. Vier Wochen vor der geplanten feierlichen Eröffnung wurden, wahrscheinlich durch einen Sabotageakt, der jedoch nicht aufgeklärt werden konnte, die Stromkabel für die Motoren des eisernen Vorhangs durchgeschnitten, was noch repariert werden konnte. In der Konsequenz veranlasste die Staatssicherheit eine Aufstockung des Personals auf der Baustelle.
Teile der eindrucksvollen Lampen im Foyer sind von Designern umfunktionierte Röhren für Rindermelkanlagen. Die eher orientalisch wirkende Architektur des neuen Friedrichstadt-Palastes geht auf Baupläne zurück, die für einen Kulturpalast in Damaskus entworfen worden waren.
Nach dem Mauerfall kamen Bauexperten in das Gebäude und suchten intensiv nach Asbest. Da aber das Baukollektiv aufgrund der Erfahrungen beim Bau des Palastes der Republik vollständig auf diese gesundheitsschädlichen Materialien verzichtet hatte, gab es keinerlei Einschränkungen oder Auflagen für den Weiterbetrieb des Revuetheaters.

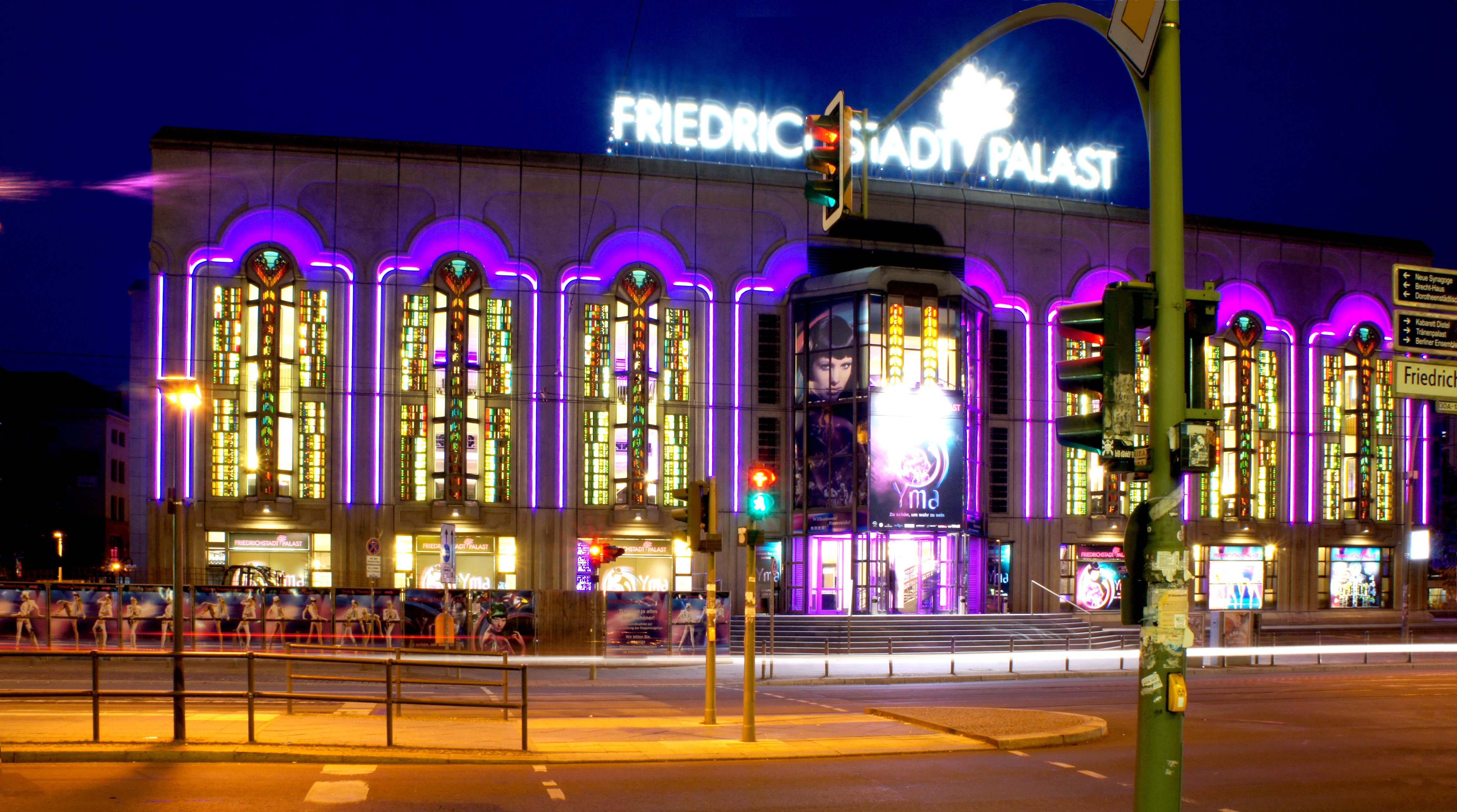
Friedrichstadt-Palast bei Nacht, 2011

Der Neubau steht im historischen Quartier Spandauer Vorstadt auf dem Grundstück Friedrichstraße 107, etwa 400 Meter nördlich des Bahnhofs Friedrichstraße. Auf diesem Areal stand vom 18. Jahrhundert bis zum Ersten Weltkrieg die Kaserne des 2. Garderegiments zu Fuß, die nach 1918 als Finanzamt genutzt wurde. Die Gebäude wurden durch die alliierten Luftangriffe am Ende des Zweiten Weltkriegs zerstört. Auf ihren Fundamenten stand zwischen 1949 und etwa 1960 die Zirkusmanege des früheren Zirkus Barlay.
Das neue Haus wurde am 27. April 1984 mit der Revue Premiere: Friedrichstraße 110 eröffnet. Es ist ein Betonbau auf rechteckigem Grundriss, geprägt von strukturierten und mit Rundbogenformen gegliederten Fassadenelementen. Die Grundideen der Innenausstattung des alten Palastes sind im Vestibül, in den Umgängen, im Foyer und in den Kronleuchtern wiedererkennbar. Die drei Reliefs an der Südseite sowie das Relief an der Nordseite des Gebäudes schuf die Bildhauerin Emilia N. Bayer. Sie zeigen die Geschichte des Palastes als Zirkus, Schauspielhaus und Varieté-Theater.

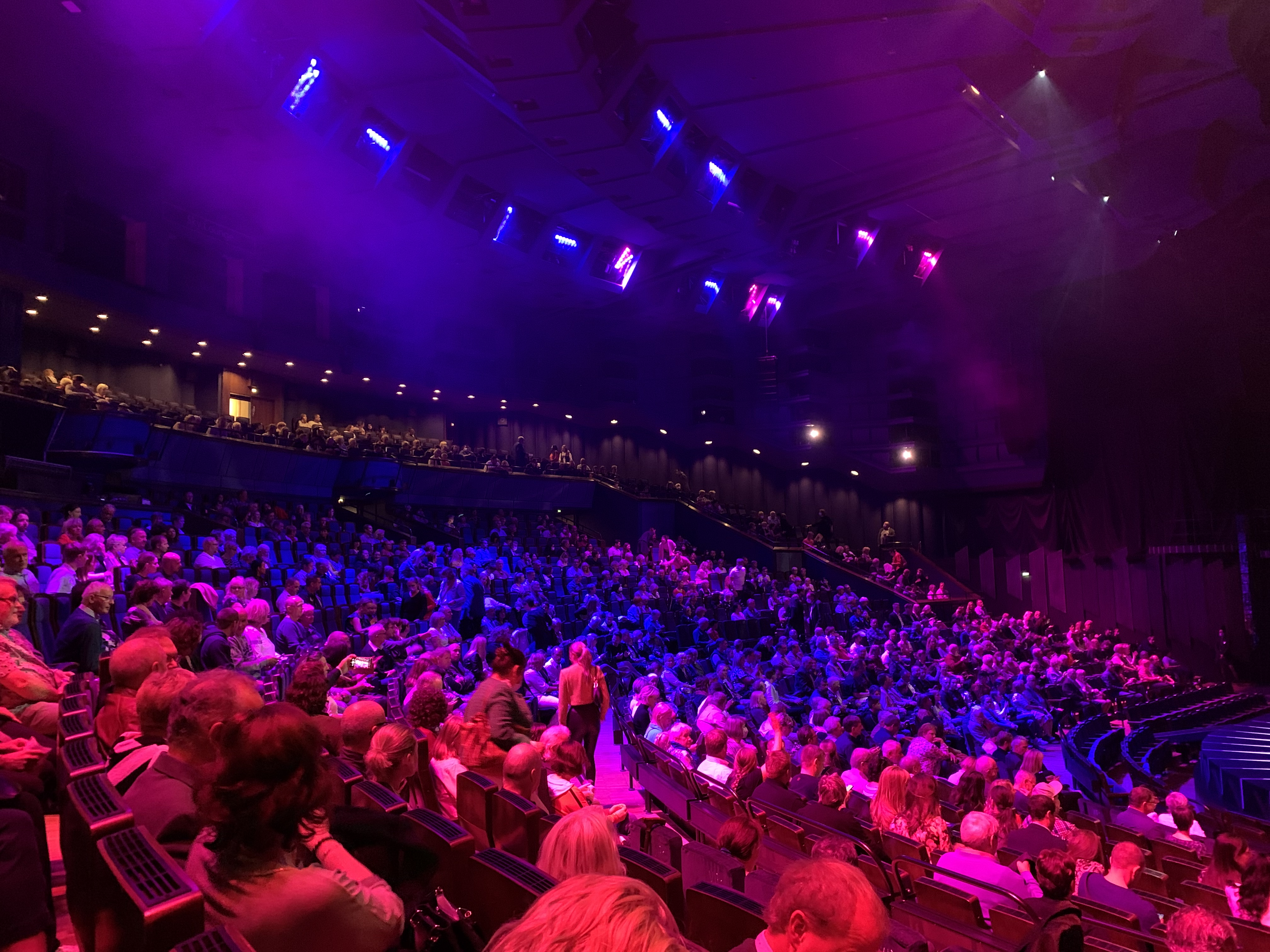
Saal mit 1895 Plätzen

Der Friedrichstadt-Palast verfügt über einen großen Saal mit 1895 amphitheatrisch angelegten Plätzen, in dem regelmäßig Shows aufgeführt werden. Er besitzt mit 2854 m² bespielbarer Gesamtfläche die größte Theaterbühne der Welt und weist zudem mit 24 Metern eines der breitesten Bühnenportale in Europa auf. Darüber hinaus können Shows das aus der Unterbühne ausfahrbare zwei Meter hohe Wasserbecken einsetzen, das ein Fassungsvermögen von 140 Kubikmetern hat. Bei winterlichen Shows kann an seiner Stelle eine Eisfläche genutzt werden. Ein wesentlicher Bestandteil der Revuen ist das aus 60 Tänzerinnen und Tänzern bestehende Friedrichstadt-Palast-Ballett, das mit 32 Tänzerinnen die längste Girlreihe (Kickline) der Welt bilden kann.
Das Revuetheater schrieb sich zwischen den 1990er Jahren und 2011 in einem Wort: Friedrichstadtpalast. Im Jahr 2011 wurden die Außenanlagen zur Friedrichstraße durch eine umlaufende Treppenanlage neugestaltet, um die Architektur zu betonen. Der Claire-Waldoff-Platz und das Foyer wurden ebenfalls neu gestaltet. Hierzu zählt auch die Rekonstruktion des ehemaligen Kronleuchters aus Milchglasröhren im November 2011.
Das Gebäude wurde 2020 unter Denkmalschutz gestellt.

### Ensemble-Leitung

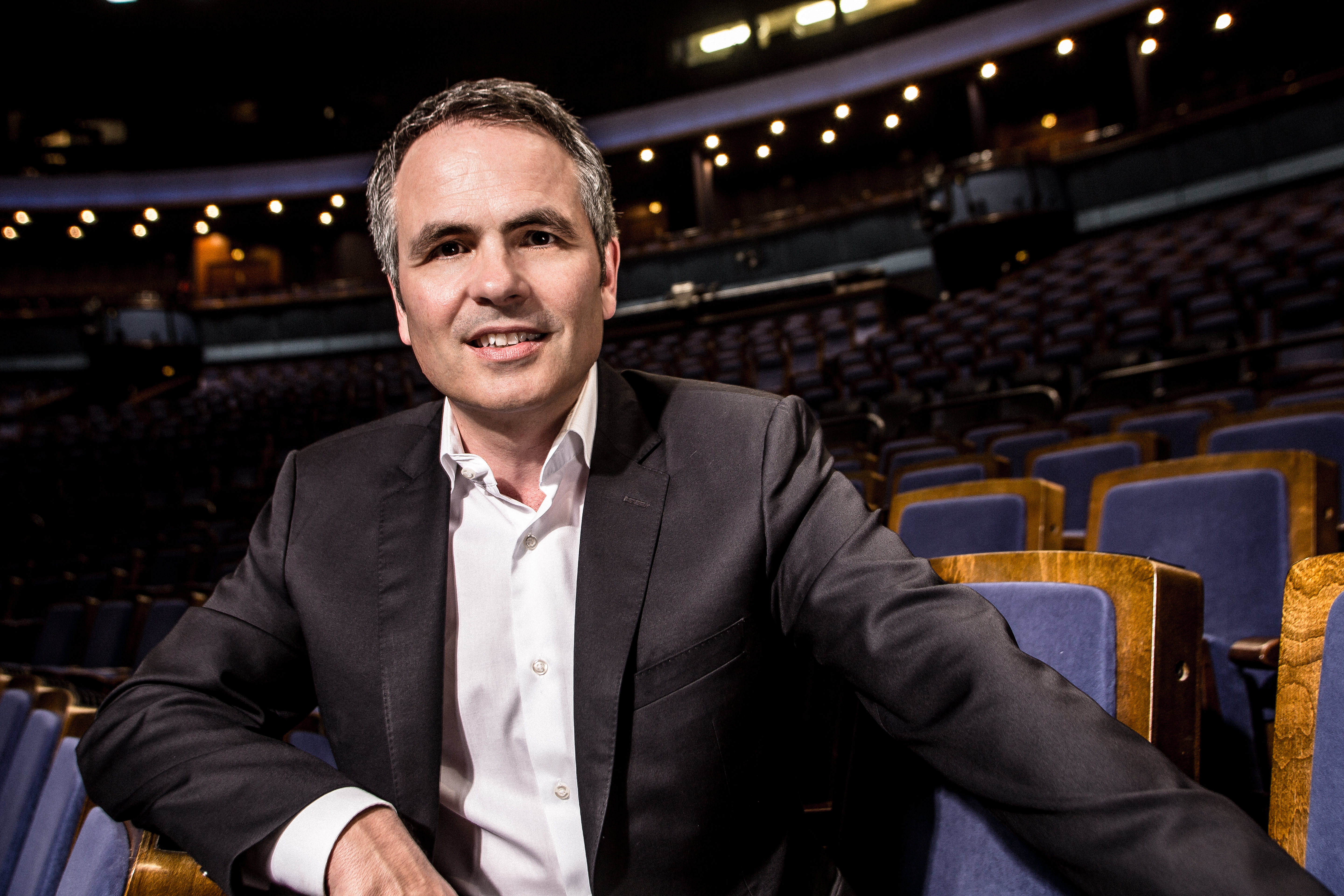
Intendant Berndt Schmidt

Die politische Wende führte zunächst einmal dazu, dass Intendanten ausgewechselt wurden. Zunächst kam Reinhold Stövesand, dem kurzfristig Hans-Gerald Otto folgte. 1993 holte das Land Berlin Julian Herrey von der damaligen Technischen Hochschule, der für die Produktion JazzLeggs verantwortlich war. Als diese floppte und die Besucherzahlen immer geringer wurden, setzten sich die Ensemble-Mitglieder zur Wehr. Nach Unterschriftssammlungen, Resolutionen und Aktionen im Künstlerkostüm im Berliner Abgeordnetenhaus gelang es ihnen, dass Alexander Iljinskij, der nach seinem Rauswurf als Chefdramaturg in den USA weilte, wieder an die Einrichtung gerufen und 1993 als Intendant eingesetzt wurde.
Der Berliner Senat hatte außerdem die Liegenschaft 1990 übernommen und die geplanten Subventionen in Höhe von 27 Millionen Mark (kaufkraftbereinigt in heutiger Währung: rund 27,5 Millionen Euro) für die kommende Saison gestrichen. Gerüchte waren im Umlauf, dass die Immobilie verkauft werden soll. Von den ursprünglich 800 Mitarbeitern waren außerdem im Jahr 1990 bereits 300 entlassen worden. Gute Tänzerinnen und Tänzer waren zudem auch zu anderen Einrichtungen abgewandert. Die vom Ensemble einstudierte Revue Kiek ma an hatte aber dennoch im September 1990 ihre Premiere. Der Spiegel kritisierte seinerzeit unter der Überschrift Endzeit der Marionetten die gesamte Einrichtung mit dem Ensemble mit den Worten „volkseigene Entkleidungstänzer im Frohsinnskombinat“, zu dem das „verhärmte Staatsvolk heraus aus den Giftnebeln der Leuna- und Buna-Schlote“ strömte, um die „palasteigene Hochbein-Brigade mit altbackenem Revuezauber“ zu bejubeln. Dieser Artikel sorgte unter den Künstlern des Palastes, aber auch bei der ostdeutschen Bevölkerung für starken Unmut.
Im Jahr 1995 gründete sich unter dem Intendanten Iljinski die landeseigene GmbH, von 2004 bis Oktober 2007 stand sie unter der Leitung von Thomas Münstermann und Guido Herrmann. Seit dem 1. November 2007 ist Berndt Schmidt Intendant und alleiniger Geschäftsführer des Friedrichstadt-Palastes. Aufgrund der hohen Verluste, die er bei seinem Einstieg vorfand, musste er zunächst 50 Mitarbeiter entlassen. Ihm gelang jedoch, das Revue-Theater aus der Verlustzone herauszuführen und in den Geschäftsjahren 2009–2013 die höchsten Ticketumsätze in der Geschichte des Hauses mit 518.670 zahlenden Besuchern zu erzielen.
Der Friedrichstadt-Palast hat im Frühjahr 2012 vor dem Hintergrund des Erlasses homophober Gesetze in St. Petersburg sowie der geplanten Ausdehnung auf ganz Russland einen unbefristeten Boykott russischer Kulturorganisationen beschlossen. Die Leitung des Palastes erhielt dafür am 23. Juni 2012 den Sonderpreis für Zivilcourage des Berliner CSD e. V.
Bundesweites Aufsehen erregte die Entscheidung, ab 2014 zu Premieren des Hauses keine Botschafter mehr aus Ländern einzuladen, die von Staats wegen Menschen aufgrund ihrer sexuellen Orientierung diskriminieren. Ein Sprecher der Bundesregierung aus CDU und SPD äußerte sich ablehnend gegenüber der sogenannten „Pinken Liste“, auf der 83 Staaten verzeichnet sind. Die „Pinke Liste“ des Palastes war Gegenstand einer Diskussion im Auswärtigen Amt, an der am 28. Januar 2015 unter anderem Michael Roth, Boris Dittrich und Selmin Çalişkan als Generalsekretärin von Amnesty International Deutschland teilnahmen.
Mit insgesamt 545.000 zahlenden Gästen wurde 2019 der bis dahin bestehende Besucherrekord aus dem Jahr 2013 übertroffen. Im Vergleich zum zuvor erfolgreichsten Jahr 2013 waren das 26.320 Gäste mehr und ein 1,3 Millionen Euro höherer Ticketumsatz.

### Nutzung

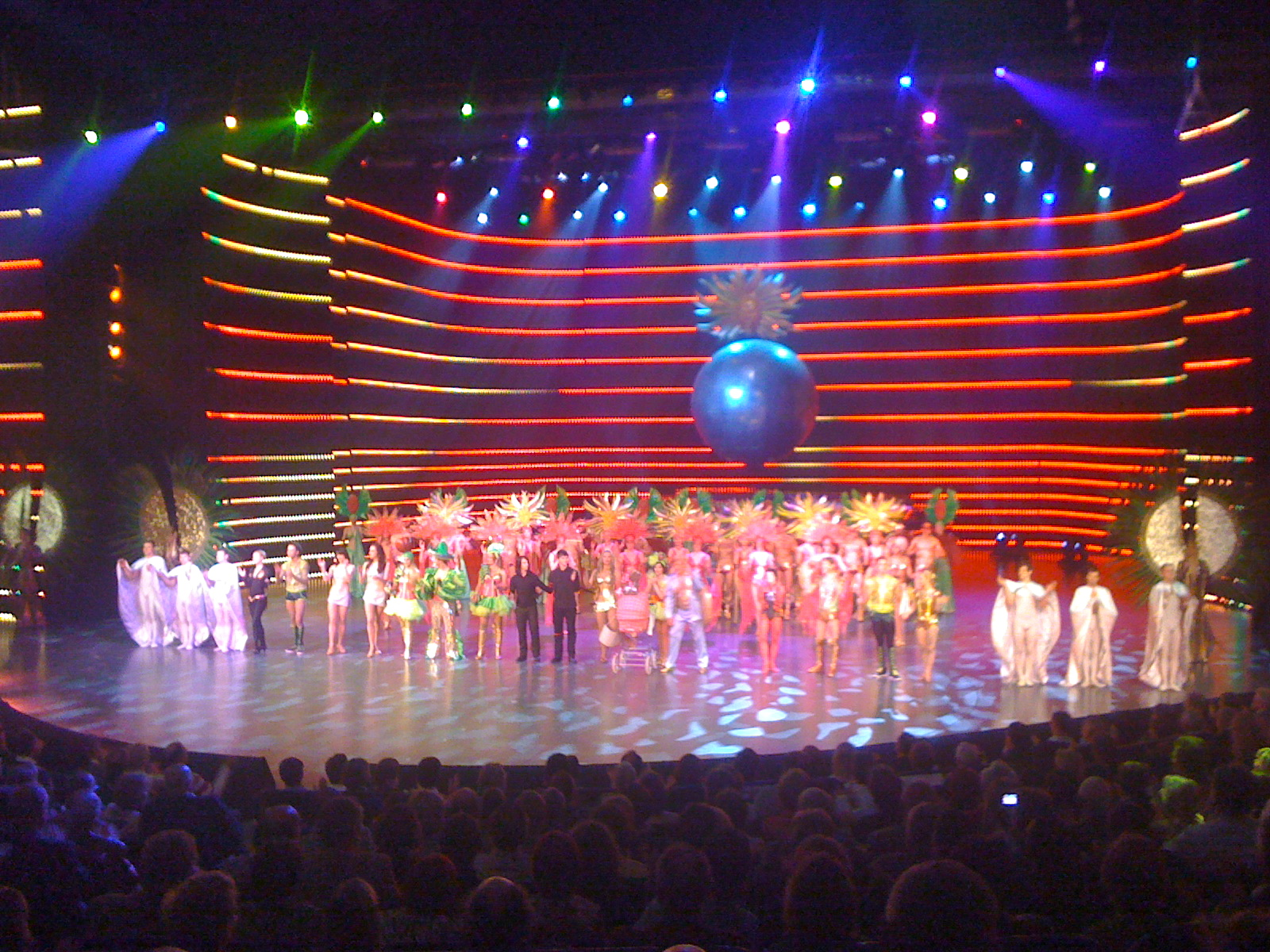
Show-Ensemble auf der Bühne, 2010

Wie schon im alten Friedrichstadt-Palast entstanden im Neubau weiterhin regelmäßig Fernsehshows des DDR-Fernsehens, unter anderem wieder Ein Kessel Buntes. Im Unterschied zur alten Spielstätte wechselten die einzelnen Folgen der Kessel-Sendung nunmehr häufiger zwischen dem neuen Friedrichstadt-Palast und anderen Kulturhäusern in den Bezirken der DDR. In Erinnerung an deren populäre Moderatorin Helga Hahnemann wurde von 1995 bis 2010 im Friedrichstadt-Palast alljährlich der Preis Goldene Henne verliehen.
Im Jahr 2009 war das Haus erstmals Veranstaltungskino der Berlinale und Veranstaltungsort der Fashion Show von Michael Michalsky im Rahmen der Berliner Fashion Week 2009. Anlässlich des 20. Mauerfall-Jubiläums wurden am 31. Oktober 2009 George H. W. Bush, Michail Gorbatschow und Helmut Kohl im Rahmen einer Festveranstaltung der Konrad-Adenauer-Stiftung im Friedrichstadt-Palast geehrt. Bundespräsident Horst Köhler hielt die Laudatio. Neben Angela Merkel waren auch Norbert Lammert, Hans-Jürgen Papier, zahlreiche Botschafter, ehemalige sowie aktuelle Bundesminister und Ministerpräsidenten anwesend.
Von 2010 bis 2013 wurden im Friedrichstadt-Palast die Lolas beim Deutschen Filmpreis vergeben. In der früheren Kleinen Revue im Keller des Friedrichstadt-Palastes befindet sich seit 2002 der Quatsch Comedy Club.

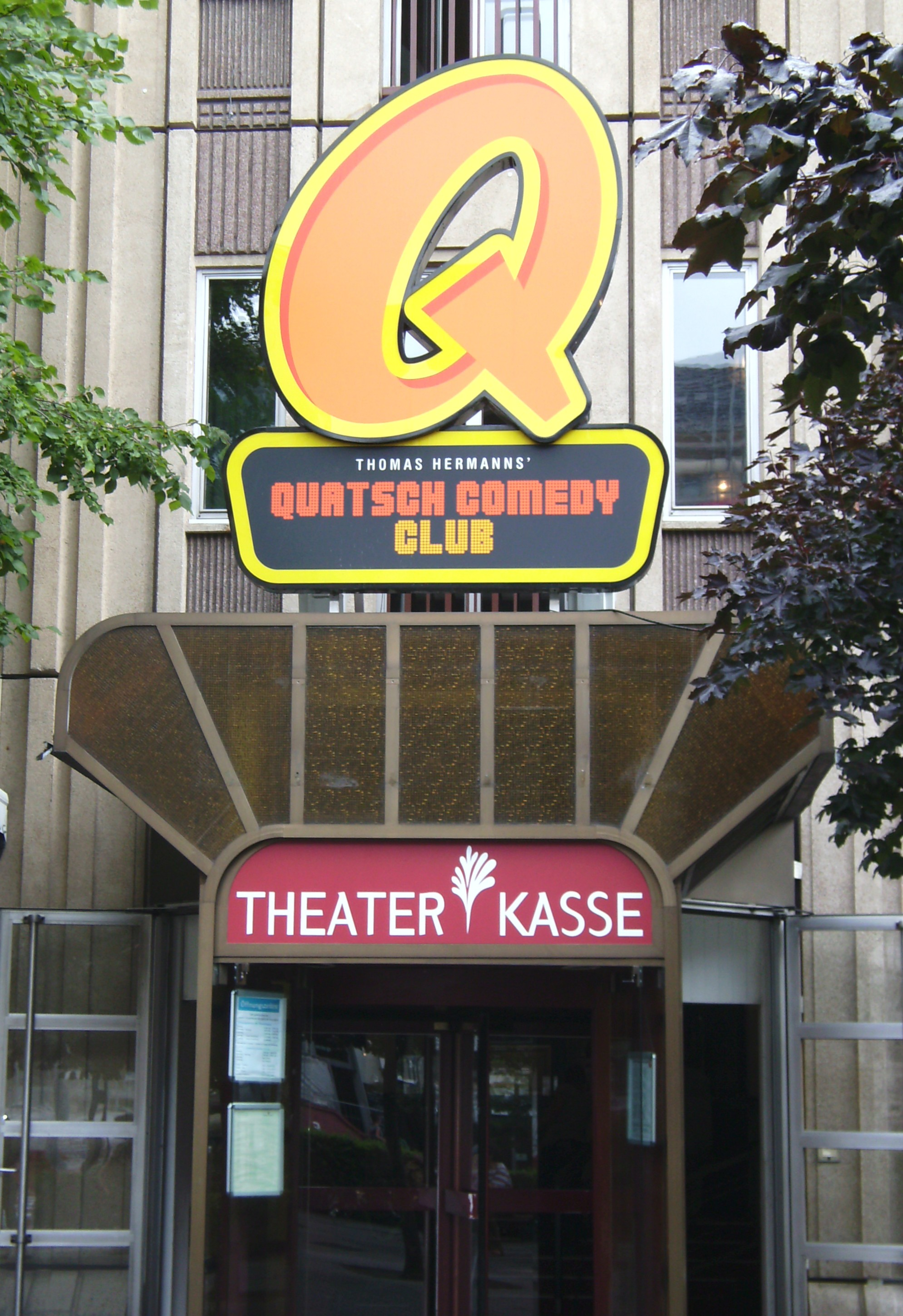
Quatsch Comedy Club, 2007

Am 17. Juni 2011 bildete die erstmals im Friedrichstadt-Palast ausgetragene CSD Gala den Auftakt zum Berlin Pride. Neben einer von Wolf-Dieter Poschmann moderierten Talkrunde waren auch Cassandra Steen, Volkan Baydar, Imke Duplitzer, Rosa von Praunheim und Gabi Decker als Bühnengäste anwesend. Im Rahmen der von Inka Bause moderierten zweiten CSD Gala am 14. Juni 2013 erhielt die ugandische Menschenrechtsaktivistin Kasha Jacqueline Nabagesera den Zivilcouragepreis des CSD Berlin von Dirk Niebel überreicht. Weitere Preisträger waren die Republik Argentinien und der Berliner Rechtsanwalt Dirk Siegfried. Die Laudatio hielt Manfred Bruns. Drag Queens aus ganz Deutschland bildeten zusammen mit dem Ballettensemble das Schlussbild.
Gemeinsam mit der britischen Choreografin Nikeata Thompson trainierte Tom Hanks im Mai 2014 im großen Ballettsaal für die melancholische Komödie Ein Hologramm für den König des Bestsellers von US-Autor Dave Eggers unter der Regie von Tom Tykwer.
Im Sommer 2014 drehte Gero von Boehm für das ZDF die einstündige Comedy-Dokumentation Keine Geburtstagsshow! im Friedrichstadt-Palast. Anlass war der 50. Geburtstag von Hape Kerkeling im Dezember 2014. Die fiktive Vorbereitung auf eine Geburtstags-Gala bildete allerdings nur die Rahmenhandlung, in die Interviews mit Kerkeling an verschiedenen Schauplätzen, private Fotos und Filmaufnahmen sowie Ausschnitte aus dessen Karriere eingebettet wurden. Als Moderatorin fungierte Barbara Schöneberger. Kleinere Gastrollen spielten Micky Beisenherz, Costa Cordalis und Joey Heindle. Die Ausstrahlung erfolgte am 30. November 2014 im ZDF und vorab am 29. November 2014 auf ZDFneo.
Oscar-Preisträgerin Cate Blanchett drehte im Dezember 2014 zusammen mit der Ballettcompagnie im Friedrichstadt-Palast zu Szenen der Show-Produktion THE WYLD. Es entstanden Sequenzen für den Kunstfilm Manifesto von Regisseur Julian Rosefeldt. Von Februar bis Juli 2016 widmete der Hamburger Bahnhof – Museum für Gegenwart der Film-Installation eine Einzelausstellung.
Am 2. November 2015 ehrten rund 1900 geladene Gäste aus Medien, Sport, Kultur, Politik, Wirtschaft und sozialen Verbänden bei der erstmals stattgefundenen Preisverleihung Act Now Jugend Award engagierte Jugendliche für ihren ehrenamtlichen Einsatz. Im Rahmen der von Christine Henning und Alexander Mazza moderierten Gala begrüßte Gastgeberin Auma Obama neben Nena auch Klaus Meine, Jens Lehmann, Y-Titty und Ralf Moeller als Laudatoren.

### Weltrekord
Am 27. April 2014 gelang im Friedrichstadt-Palast ein Guinness-Rekord: Aus rund 320 kg Hefeteig, 150 kg Erdbeer-Konfitüre, 1000 Eiern, 40 kg Zuckerglasur und 200 kg Mehl entstand auf 561 Metern Länge die längste Berliner-Pfannkuchen-Reihe der Welt. Anlass war das 30-jährige Bestehen des Neuen Friedrichstadt-Palastes. Das im Foyer arrangierte Backkunstwerk bestand aus 6448 Pfannkuchen.

### Junges Ensemble

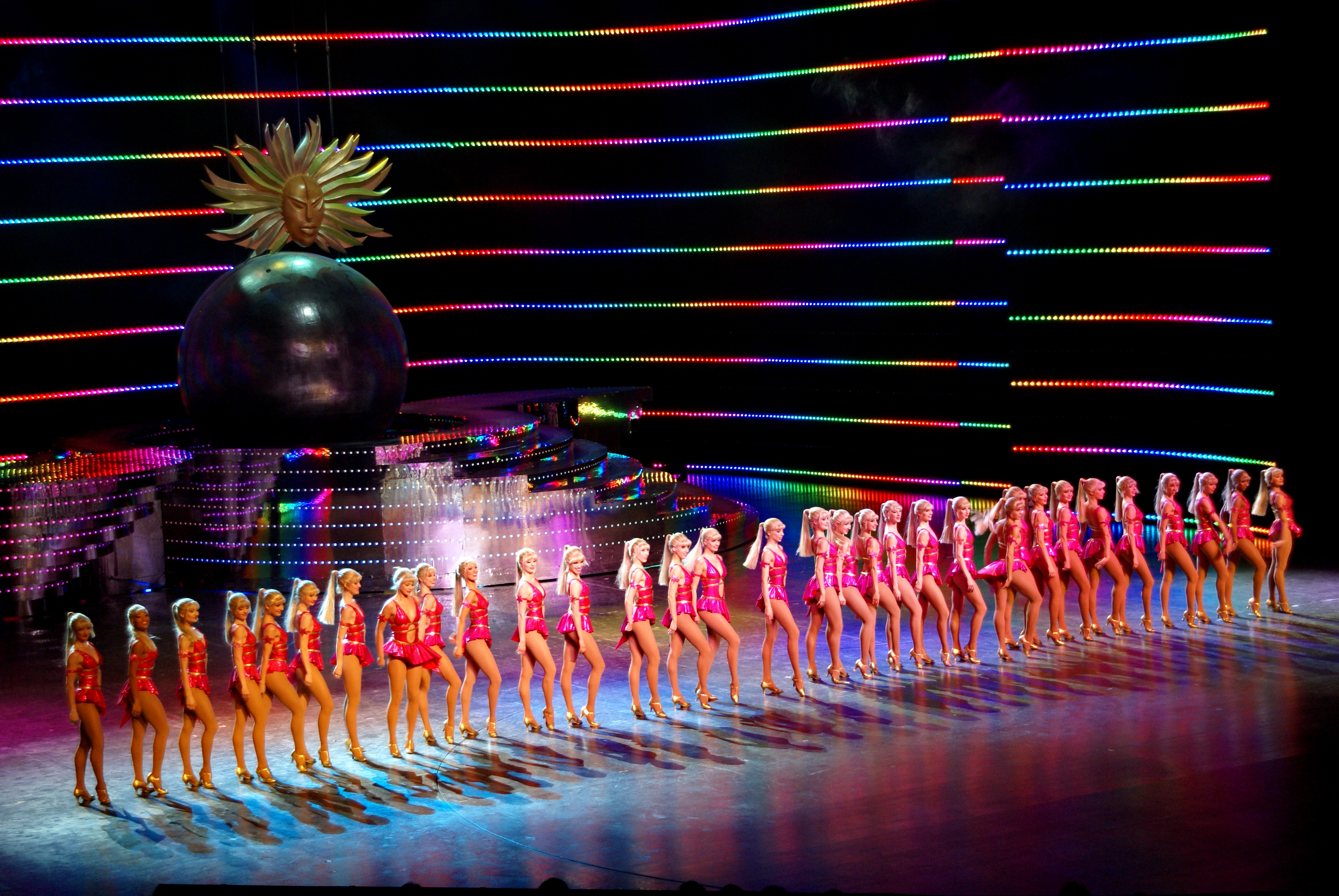
Auftritt der Tänzerinnen

Der Friedrichstadt-Palast unterhält das größte Kinder- und Jugendensemble in Deutschland. Die Anfänge des jungen Ensembles reichen zurück bis 1945. Rund 250 Berliner Kinder und Jugendliche aus über 20 Nationen und im Alter von 6 bis 16 Jahren erhalten am Haus eine Bühnenausbildung. Ehemalige Mitglieder sind die Schauspielerinnen Paula Beer, Dagmar Biener, Sonja Gerhardt, Olivia Gräser, Matti Krause, Alina Levshin, Patricia Meeden und Julia Richter sowie die Schauspieler Lucas Reiber, Justus Schmeck, Bruno Schubert und Benjamin Trinks. Das junge Ensemble wurde im Jahr 1997 mit dem Kulturpreis des Landes Berlin geehrt. 1997 wurde es zudem vom Deutschen Kinderhilfswerk mit dem Deutschen Kinderkulturpreis für herausragende Leistungen in der Arbeit mit Kindern und im Jahr 2012 erneut mit einem Ehrenpreis ausgezeichnet.
Am 30. August 2013 eröffnete das junge Ensemble das auf dem Gelände von Schloss Bellevue ausgerichtete Bürgerfest vom damaligen Bundespräsidenten Joachim Gauck. Am 11. November 2013 informierten der Friedrichstadt-Palast und die Deutsche Gesellschaft für die Vereinten Nationen im Rahmen einer Pressekonferenz gemeinsam über Klimaschutz. Anwesend waren auch 200 Schüler der Heide-Grundschule in Berlin-Adlershof, die stellvertretend für mehr als 800 schulische Einrichtungen in Berlin den Start der Kooperation mit einem Festakt feierten. Die DGVN erarbeitete in Zusammenarbeit mit dem jungen Ensemble an deren Kindershow Keinschneechaos anknüpfende Bildungsmaterialien zum Klimawandel.
Im November 2013 schickte das junge Ensemble riesige rosa Plüschhasen in die zwölf Berliner Stadtbezirke. Rund 500 Kinder signierten diese mit ihren Herzenswünschen. Die Aktion Träume werden wahr war ein gemeinsames Werk zwischen dem Landesverband Berlin des Deutschen Kinderschutzbundes und dem Berliner Beirat für Familienfragen. Der Jury gehörten unter anderem Thomas Härtel und Simon-Paul Wagner an.

### Gedenken

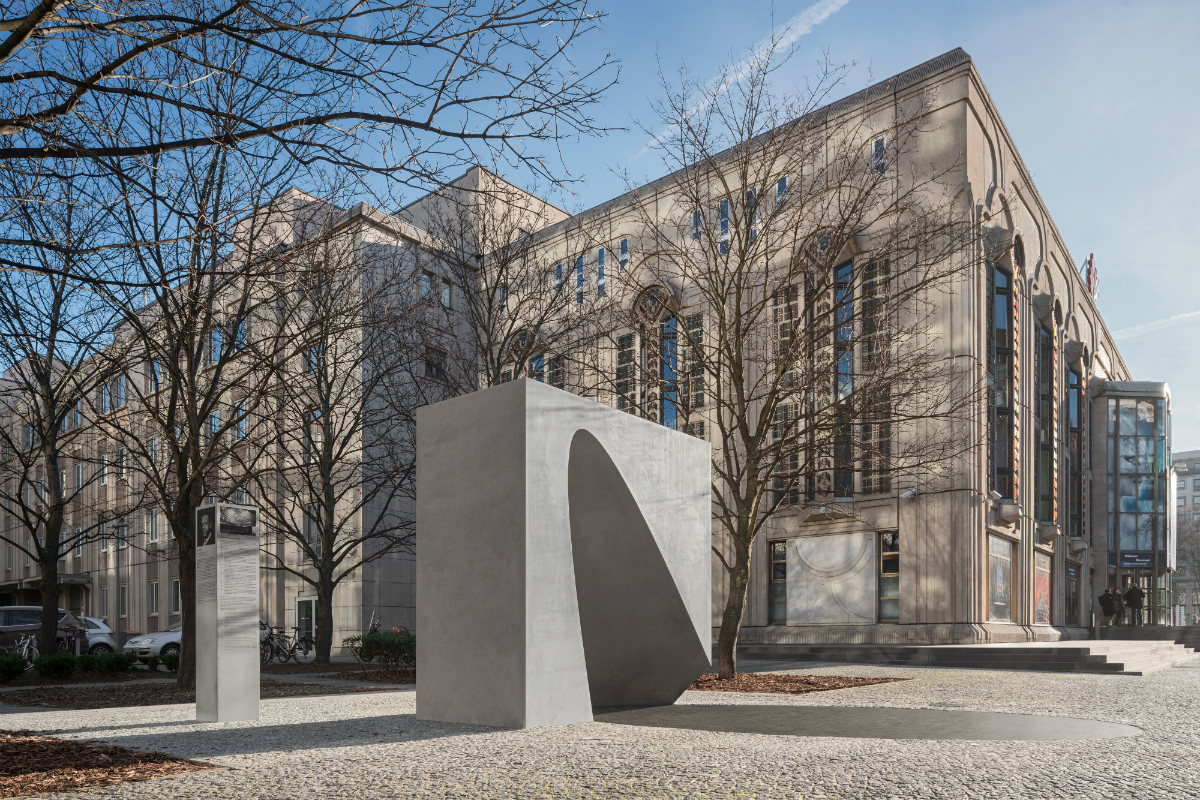
Gedenksteine für die Gründungsväter des Friedrichstadt-Palastes an der Friedrichstraße 107, links Gedenktafel für Max Reinhardt

Im November 2015 enthüllten der Staatssekretär für kulturelle Angelegenheiten des Landes Berlin, Tim Renner, und der Intendant Berndt Schmidt in unmittelbarer Nachbarschaft ein Denkzeichen für die Gründungsväter des Friedrichstadt-Palastes zu Ehren von Max Reinhardt, Hans Poelzig und Eric Charell. Allen dreien, dem Theatergründer und Regisseur, dem Architekten sowie dem Unterhaltungskünstler und Organisator vieler Shows, hatten die Nationalsozialisten die Arbeitsgrundlagen entzogen, weil sie wie Reinhardt und Charell Juden waren oder wie Poelzig als Vertreter der verfemten Entarteten Kunst galten. Bei der Enthüllung als Redner der Laudatio anwesend war auch der Historiker Christoph Stölzl.
Der schlicht gestaltete aus Gussbeton geformte Block Denkzeichen CAST ist das Ergebnis eines Künstlerwettbewerbs, den das Berliner Duo stoebo – Oliver Störmer & Cisca Bogman – gewonnen hatte. Der Gedenkblock zeigt als Auffälligkeit auf zwei Seiten einen symbolhaften eingeschnittenen Scheinwerferkegel. Die imaginäre Lichtprojektion wird auf der Straße in ovaler Fläche fortgesetzt, die Glitzereffekte aufweist. Das Denkzeichen symbolisiert somit den imaginären Lichtstrahl eines Theaterscheinwerfers und verweist auf das Fehlen der Geehrten.

### Auszeichnungen
Mit dem Bildmotiv Ende einer technischen DDR-Ära des US-amerikanischen Fotografen Steven Coppenbarger belegte der Friedrichstadt-Palast im November 2014 den dritten Platz in der Kategorie Unternehmenskommunikation beim PR-Bild Award 2014 der DPA-Tochter news aktuell.

### Gesellschaftliches Engagement
Jedes Jahr zur Weihnachtszeit ruft der Friedrichstadt-Palast am Ende der Show-Vorstellung zu Spenden für in Berlin ansässige Kinderhilfsorganisationen auf: 91.206 Euro (2012) gingen so an den Förderverein Kinderlächeln Berlin Buch e. V., 55.739 Euro (2013) zugunsten von Kinderlächeln Berlin Buch e. V., 78.115 Euro (2014) an die Kindernachsorgeklinik Berlin-Brandenburg, 82.884 Euro (2015) an Kinderschutzengel e. V., 76.805 Euro (2016) zugunsten der Kinderkliniken der Charité Berlin, 79.812 Euro (2017) an Kinderlächeln e. V., 62.000 Euro (2018) an die Björn Schulz Stiftung und 60.169 Euro (2019) an Kinderhilfe e. V.
Der Friedrichstadt-Palast engagiert sich im Berliner Toleranzbündnis sowie im Bündnis gegen Homophobie, das sich 2009 auf Initiative des Landesverbandes Berlin des Lesben- und Schwulenverbandes in Deutschland gegründet hat. Mitglieder sind u. a. auch die Akademie der Künste (Berlin), die Berliner Verkehrsbetriebe, die Berliner Stadtreinigungsbetriebe, der Deutsche Gewerkschaftsbund, Banken, Sparkassen, Hotelketten, der Landessportbund Berlin und Medienunternehmen.

## 100-jähriges Jubiläum
Am 29. November 2019 feierte der Friedrichstadt-Palast sein 100-jähriges Jubiläum, bei dem er explizit auf seine jüdischen Wurzeln hinwies. Deshalb wehte bereits ab dem 27. November 2019 vor dem Friedrichstadt-Palast eine Fahne mit Davidstern und dem Bekenntnis Jüdische Wurzeln seit 1919 in Erinnerung an den Gründer Max Reinhardt. Der Österreicher Reinhardt wurde 1933 von den Nationalsozialisten stigmatisiert, verfolgt, ausgegrenzt und ins Exil getrieben, verlor seinen Besitz, weil er Jude war und starb 1943 im Exil.
Die Jubiläumsfeier trug den Titel Ein Jahrhundert Palast, der 1919 mit der Eröffnung von Max Reinhardts Großem Schauspielhaus begonnen hatte. Dem Jubiläum widmete der Friedrichstadt-Palast eine eigene Website, auf der die Geschichte – nach Epochen geordnet – vorgestellt und besondere Persönlichkeiten porträtiert werden.

## Besondere Kunst- und Kulturprojekte
Für den Palast entwickelte René Pollesch gemeinsam mit Co-Regisseur und Schauspieler Fabian Hinrichs das Stück Glauben an die Möglichkeit der völligen Erneuerung der Welt. Neben Fabian Hinrichs als Solist standen in dem Stück 27 Tänzerinnen und Tänzer der Palast-Compagnie auf der Bühne.
Am 11. März 2020 stellte das Revuetheater aufgrund der COVID-19-Pandemie vorerst den Spielbetrieb ein. Um aber in den folgenden Monaten wenigstens Kunst zu zeigen, eröffnete Intendant Berndt Schmidt mit C/O Berlin am 1. Oktober 2020 die Fotoausstellung ‚Stageless‘. Ausgestellt wurden Aufnahmen der Ballettcompagnie vom Fotografen und Berghain-Türsteher Sven Marquardt. Die Ausstellung dokumentierte die Bühnenlosigkeit des Ensembles während des Lockdowns. Das geplante Ende der Ausstellung war der 29. November 2020, es musste aber auf den 2. November aufgrund eines zweiten Lockdowns vorgezogen werden.

## Prominente Künstler und Gruppen
– Auswahl, alphabetisch –
- Peter Alexander[55]
- Louis Armstrong[56]
- Charles Aznavour[57]
- Josephine Baker[57]
- Meret Becker[58]
- Ballett des Bolschoi-Theaters[59]
- Chris Barber and his Jazz-Band[60]
- Shirley Bassey[61]
- Gilbert Bécaud
- Roberto Blanco[62]
- Michael Bolton[63]
- Bernhard Brink
- Howard Carpendale
- Nick Cave[64]
- Erik Charell
- Joe Cocker[65]
- Phil Collins[65]
- Marlene Dietrich
- Jürgen Drews
- Katja Ebstein
- Eisrevue Paris sur glace
- Gunther Emmerlich
- Kim Fisher
- Ella Fitzgerald
- Dagmar Frederic
- Karel Gott
- Thomas Gottschalk
- Juliette Gréco
- Helga Hahnemann
- Comedian Harmonists
- David Hasselhoff
- Dieter Thomas Heck
- Johannes Heesters
- Sascha Heyna[66]
- Klaus Hoffmann[67]
- Höhner[68]
- Lili Ivanova
- Udo Jürgens[69]
- Sophie Karbjinski
- Christine Kaufmann
- Kelly Family
- Hildegard Knef[65]
- Reinhard Lakomy
- Daliah Lavi
- Vicky Leandros
- Ute Lemper
- Wolfgang Lippert
- Nina Lizell
- Marshall & Alexander
- Fritzi Massary
- Mireille Mathieu
- Michelle[70]
- Milva
- Liza Minnelli[65]
- Moskauer Staatszirkus
- Gerti Möller
- Mud
- Nicole
- Pet Shop Boys
- Walter Plathe
- Alla Pugatschowa
- Puhdys
- Liselotte Pulver
- Dean Reed
- André Rieu
- Heinz Rühmann
- Barbara Schöneberger
- Verka Serduchka
- Lisa Stansfield
- Bonnie Tyler
- UB40
- Peter Valance[71]
- Caterina Valente[65]
- Jiří Vršťala
- Claire Waldoff
- O. F. Weidling

Während manche der Künstler und Gruppen eher nur kurze Auftritte im Rahmen von Revuen oder dem Kessel Buntes hatten, gab es auch komplette Konzerte von Interpreten und Bands aus dem Rock- und Pop-Bereich. Mehr als 25 Konzerte seit 1966 werden bei Rockinberlin mit verlinkten Hintergrundinfos aufgeführt.

## Grand Shows
| Titel                                                       | Premiere      | Dernière      | Wiederaufnahme          | Dernière     | Budget (in Euro) | Anzahl Besucher | Bemerkungen |
| ----------------------------------------------------------- | ------------- | ------------- | ----------------------- | ------------ | ---------------- | --------------- | --- |
| Wunderbar die 2002. Nacht                                   | 1. März 2002  | 27. Juni 2003 |                         |              | —                | 420.000         | |
| Jingle Bells 2002 - Gayle im Wunderland (Wintershow)        | 27. Nov. 2002 | 26. Dez. 2002 |                         |              | —                | 055.000         | |
| Revuepalast - Die Palastrevue zum Zwanzigsten               | 6. Sep. 2003  | 3. Juli 2004  |                         |              | —                | 330.000         | |
| Jingle Bells 2003 (Wintershow)                              | 29. Nov. 2003 | 27. Dez. 2003 |                         |              | —                | 051.000         | |
| Hexen                                                       | 4. Sep. 2004  | 2. Juli 2005  |                         |              | —                | 292.000         | |
| Jingle Bells 2004 (Wintershow)                              | 25. Nov. 2004 | 26. Dez. 2004 |                         |              | —                | 050.000         | |
| Casanova                                                    | 3. Sep. 2005  | 12. Nov. 2006 |                         |              | —                | 254.000         | |
| Jingle Bells 2005 (Wintershow)                              | 22. Nov. 2005 | 26. Dez. 2005 |                         |              | —                | 054.000         | |
| Glanzlichter                                                | 13. Mai 2006  | 31. Dez. 2007 |                         |              | 3 Mio.           | 278.000         | |
| Jingle Bells 2006 (Wintershow)                              | 21. Nov. 2006 | 26. Dez. 2006 |                         |              | —                | 050.000         | |
| Rhythmus Berlin                                             | 2. März 2007  | 11. Nov. 2007 |                         |              | —                | 122.000         | |
| Jingle Bells 2007 (Wintershow)                              | 20. Nov. 2007 | 26. Dez. 2007 |                         |              | —                | 064.000         | |
| Glanzlichter der Revue                                      | 25. Jan. 2008 | 29. Juni 2008 |                         |              | 1 Mio.           | 146.000         | Überarbeitete Version der Glanzlichter-Revue von 2006 |
| Sommerrevue Star-Gala                                       | 9. Aug. 2008  | 31. Aug. 2008 |                         |              | —                | 022.000         | |
| Qi – eine Palast-Phantasie                                  | 9. Okt. 2008  | 13. Juni 2010 |                         |              | 7 Mio.           | 484.000         | |
| Winterträume (Wintershow)                                   | 8. Nov. 2009  | 7. Feb. 2010  |                         |              | 2 Mio.           | 090.000         | |
| Yma – zu schön, um wahr zu sein                             | 2. Sep. 2010  | 21. Juli 2012 |                         |              | 8 Mio.           | 692.000         | |
| berlin ERLEUCHTET (Wintershow)                              | 24. Nov. 2011 | 26. Dez. 2011 | 10. Nov. 2013           | 2. Feb. 2014 | 5 Mio.           | 260.000         | |
| Show Me – Glamour is back                                   | 18. Okt. 2012 | 19. Juli 2014 |                         |              | 9 Mio.           | 700.000         | Bis 2013 war ein Umsatzrekord zu verzeichnen. |
| The Wyld – Nicht von dieser Welt                            | 23. Okt. 2014 | 16. Juli 2016 |                         |              | 10 Mio.          | 780.000         | |
| The One Grand Show                                          | 6. Okt. 2016  | 5. Juli 2018  |                         |              | 11 Mio.          | 804.000         | |
| VIVID Grand Show                                            | 11. Okt. 2018 | 10. März 2020 | 29. Apr. 2021(Virtuell) |              | 12 Mio.          | 690.000         | Einnahme aus dem Ticketverkauf rund 39 Millionen Euro; Vivid war damit bis zur frühzeitigen Beendung im März 2020 die erfolgreichste Inszenierung des Hauses seit 1945. |
| Glauben an die Möglichkeit der völligen Erneuerung der Welt | 9. Okt. 2019  | 5. März 2020  |                         |              | —                | 022.800         | Die geplanten sechs Vorstellungen wurden aufgrund der hohen Nachfrage auf zwölf Vorstellungen erhöht.                                                                   |
| Arise – Liebe ist stärker als die Zeit                      | 22. Sep. 2021 | 5. Juli 2023  |                         |              | 11 Mio.          | 766.000         | |
| Falling \| In Love                                          | 11. Okt. 2023 | 5. Juli 2025  |                         |              | 14 Mio.          | 600.000         | Kurator: Jean Paul Gaultier; hervorgehoben werden die an den Kostümen verarbeiteten 100 Millionen Swarovski-Kristalle                                                   |

## Der Palast im Film
- Las Vegas an der Spree – Glamour, Stars und Girls im Friedrichstadt-Palast. 90-minütige Fernsehdokumentation des rbb Fernsehens aus dem Jahr 2019.
- Der Palast, ZDF-Mehrteiler, 2021-2024
- Der Palast. Dokumentation zum Friedrichstadt-Palast, ZDF-History 2022, 45-Minuten.
- Kaminer Inside: Friedrichstadt-Palast. TV-Dokumentation der Reihe „Klang der Heimat“ – der Sound eines Landes von Wladimir Kaminer, 3sat 2022, 37 Minuten.